# Kamieńskie Młyny
Kamieńskie Młyny (niem. Kaminitz Mühlen) – wieś sołecka w Polsce położona w województwie śląskim, w powiecie lublinieckim, w gminie Woźniki.
W latach 1975–1998 miejscowość administracyjnie należała do województwa częstochowskiego. Do 1975 roku wieś stanowiła część gminy Kamienica. 30 marca 1950 roku założony został klub piłkarski Warta.
19 października 1905 roku w Kamieńskich Młynach została otwarta szkoła. Pierwszym dyrektorem został Walter. Od 2000 roku szkoła jest prowadzona przez Stowarzyszenie na Rzecz Rozwoju Wsi Kamieńskie Młyny.
10 maja 1956 roku odbyło się zebranie założycielskie Ochotniczej Straży Pożarnej w Kamieńskich Młynach. W 1961 roku oddano do użytku nową remizę strażacką.
Od 2019 roku przez miejscowość przebiega autostrada A1.

## Zabytki na terenie miejscowości
- kapliczka św. Jana Nepomucena z XVIII wieku,
- sygnaturka (dzwon) w Pakułach z połowy XIX wieku,

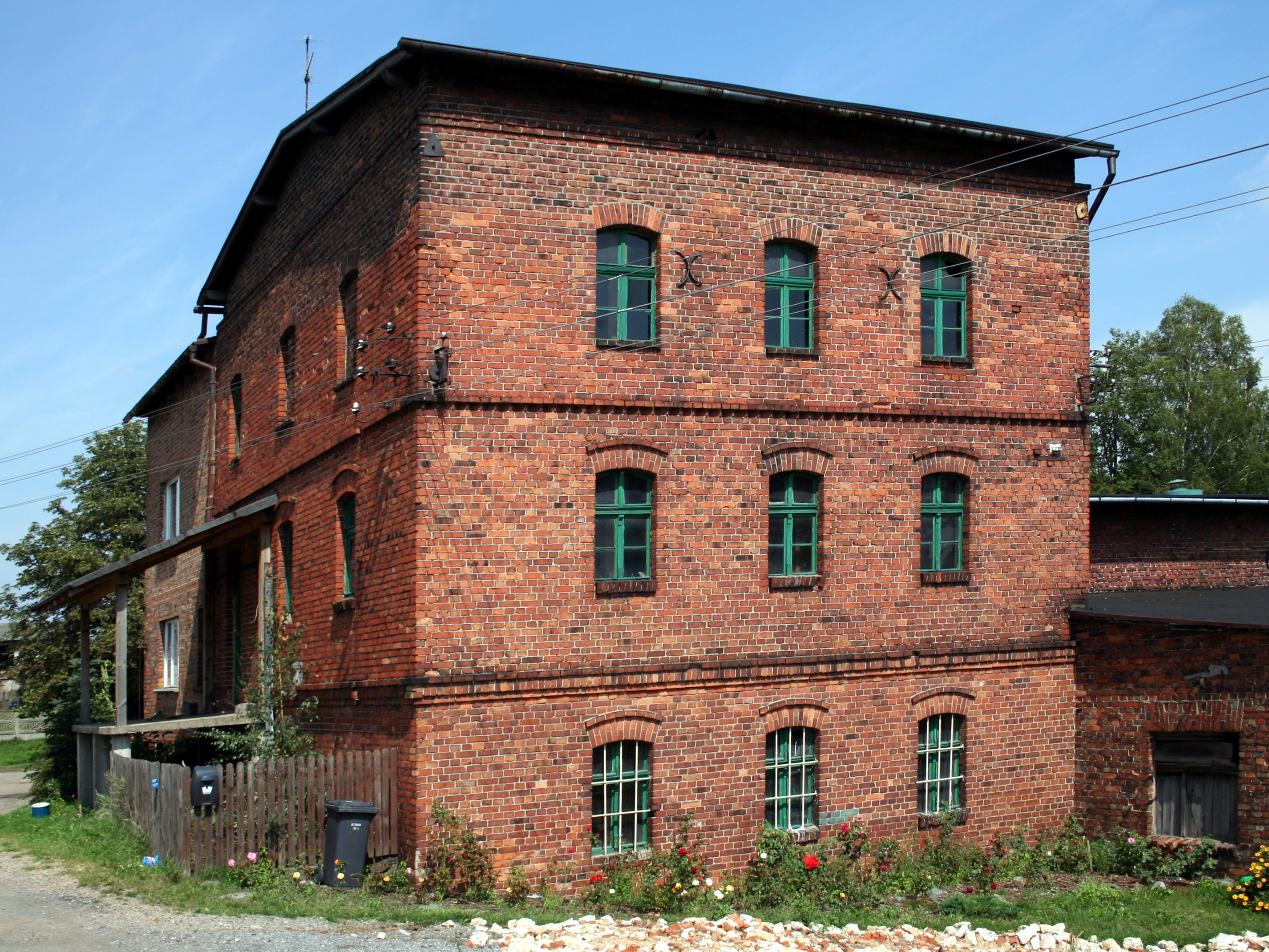
Młyn w Kamieńskich Młynach

- dawny młyn z początku XX wieku.Młyn w Kamieńskich Młynach